# Grant Hardie
Grant Hardie (født 27. marts 1992) er en britisk curlingspiller.
Han repræsenterede Storbritannien under vinter-OL 2022 i Beijing, hvor han tog sølv.